# Mustafa Özcan Güneşdoğdu
Mustafa Özcan Güneşdoğdu (* 1970 in Çankırı, Türkei) ist ein in Deutschland lebender international berühmter Koranrezitator türkischer Herkunft.  
Er hat unter anderem den 13. Internationalen Koranrezitationswettbewerb 1991 in Mekka, Saudi-Arabien, gewonnen. 2003 hat er ein Koran-Album mit seinen Rezitationen veröffentlicht. Er ist auch als Naschid-Sänger und Mitglied einer Naschid-Gruppe hervorgetreten. 
2012 zählte er nach der Auflistung des Prinz-al-Walid-bin-Talal-Zentrums für muslimisch-christliche Verständigung der Georgetown University und des Royal Islamic Strategic Studies Centre von Jordanien zu den 500 einflussreichsten Muslimen.
Seine Koranrezitation wurde aufgezeichnet auf der Begleit-CD für das Buch Approaching the Qur'an von Michael Sells.